# Rockpalast
Rockpalast (Рок-паласт) – музыкальная телепрограмма немецкого телеканала WDR, регулярно выходящая с 1976 года. В «Rockpalast» обычно транслируются концертные записи рок-групп, нередко выступления на фестивалях.Как правило, показывается если не весь концерт полностью, то по крайней мере большая часть.
В «Rockpalast» были показаны выступления сотен как малоизвестных, так и самых знаменитых рок, метал, джаз и электронных исполнителей, от The Who, The Police, Kinks и Патти Смит до Einstürzende Neubauten и Atari Teenage Riot. Первой немецкой группой в программе были Guru Guru в 1976 году.
Многие видеозаписи, показанные в «Rockpalast», доступны на DVD или видеокассетах. Неофициальные записи трансляции нередко появляются как аудио и видео-бутлеги.